# حمض الخليك
حمض الخليك أو حمض الأسيتيك أو حامض خليك أو حمض الخل المعروف أيضا باسم حمض الإيثانويك، وصيغته CH3COOH، وهو مركب كيميائي عضوي، وحمض كربوكسيلي عضوي، يعطي الخل طعمه الحامض ورائحته النفاذة. حمض الخل النقي والخالي من الماء (حمض الخل الجليدي: وسمي كذلك لأنه يتجمد إذا انخفضت درجة حرارة الجو عن 16.8 °م) هو سائل عديم اللون يمتص الماء من الجو المحيط (الاسترطاب)، ويتجمد تحت 16.7° م إلى بلورات صلبة عديمة اللون. حمض الخل هو مادة أكالة، وبخاره يسبب التهيج للعيون، وجفاف وحرق الأنف، واحتقان الحلق والرئتين. وهو حمض ضعيف لأنه في الظروف القياسية لدرجة الحرارة، والضغط يتواجد الحمض المتفكك في توازن مع الشكل غير المتفكك في شكل محاليل مائية، على النقيض من الحموض القوية، التي تنفصل تمامًا.
حمض الخل هو واحد من أبسط الحموض الكربوكسيلية (ثاني أبسط حمض، بعد حمض الفورميك). وهو كاشف كيميائي هام ومادة كيميائية صناعية تستخدم في إنتاج البولي إثيلين تيريفثالات (بولي إستر) المستخدم في صناعة قوارير المياه التجارية والمشروبات الغازية؛ خلات السيليلوز المستخدمة بشكل أساسي في تصنيع أفلام التصوير؛ وخلات البولي فينيل المستخدمة في تصنيع غراء الخشب، فضلا عن الألياف الاصطناعية والأقمشة. في المنتجات المستخدمة في البيوت يستخدم حمض الخل المخفف كثيرا في إزالة الترسبات الكلسية. ويستخدم حمض الخل في صناعة الأغذية تحت رمز المواد المضافة إلى الأغذية E260 بوصفه منظم حموضة.
يبلغ الطلب العالمي على حمض الخل نحو 6.5 مليون طن سنويا، منها نحو 1.5 مليون طن من استرجاع النفايات؛ ويصنع الباقي المواد الأولية البتروكيماوية أو من المصادر البيولوجية.
محلوله المخفف يعرف بالخل ويستخدم في صناعة المخللات.، وهو معروف منذ القدم، وهو يوجد في الحالة الطليقة في إفرازات جسم الإنسان كالبول والعرق.
يحتوي حمض الخليك التجاري على 70 – 80 % من حمض الخليك.
خل الطعام فهو عبارة عن محلول مخفف لحمض الخليك تركيزه 3 - 5%.
يستعمل حمض الخليك في المأكولات وفي تعليب اللحوم والأسماك، وفي تصنيع الكثير من المواد العطرية والمذيبات، وفي دباغة الجلود وصناعة النسيج.
من أملاح حمض الخليك خلات الرصاص(CH3COO)2Pb.3H2O المسماة بسكر الرصاص، وهي مادة سامة تستعمل لإنتاج أبيض الرصاص (الاسفيداج)، وتستعمل خلات النحاس القاعدية (الزنجار) كصبغة خضراء.

## التسمية
الاسم الشائع حمض الخل هو الأكثر استخدامًا والمفضل رسميًا من قبل الاتحاد الدولي للكيمياء البحتة والتطبيقية IUPAC. هذا الاسم مشتق من acetum، الكلمة اللاتينية للخل، وتتعلق بكلمة الحمض نفسها. التسمية المرادافة حمض الإيثانويك هو الاسم الذي يستخدم في تسميات الاتحاد الدولي للكيمياء البحتة والتطبيقية.
حمض الخل الجليدي هو الاسم الشائع لحمض الخل الخالي من الماء. وأتى الاسم من البلورات المشابهة للجليد التي تتشكل تحت درجة حرارة الغرفة عند 16.7 °م.
الاختصار الرسمي الأكثر شيوعًا لحمض الخل هو AcOH أو HOAc حيث ترمز Ac إلى المجموعة الوظيفية الأسيتيل CH3−C(=O)−؛ وفي سياق تفاعل حمض-قلوي يستخدم اختصار HAc ويرمز Ac إلى شاردة الخلات (CH3COO−)، بالرغم من أن هذا الاستخدام يعتبره الكثيرون مضلل. ففي حالات أخرى، ينبغي عدم الخلط مع اختصار الأكتينيوم كعنصر كيميائي.
و لحمض الأسيتيك صيغة مجملة CH2O وصيغة كيميائية C2H4O2 أو HC2H3O2 (للتأكيد على دور الهيدروجين النشط في تشكيل ملح خلات الصوديوم). ولتوضيح أفضل للبنية، يكتب حمض الخل CH3-CO2-H، CH3COOH، CH3CO2H، or HOCOCH3. الشاردة الناتجة عن فقدان H+ من حمض الخل هي شادرة الخلات. قد يشير اسم خلات أيضا إلى الملح الذي يحتوي على هذه الشاردة، أو إستر لحمض الخل.

## الخصائص

### الحموضة
يمكن أن ينفصل مركز الهيدروجين في مجموعة الكربوكسيل (−COOH) في الأحماض الكربوكسيلية مثل حمض الأسيتيك عن الجزيء عن طريق التأين:
CH3CO2H → CH3CO2− + H+
بسبب هذا الإصدار من البروتون (H +)، يحتوي حمض الخليك على طابع حامضي. حمض الخليك هو حمض مونو بروتيك ضعيف. في محلول مائي، تبلغ قيمة ثابت تفكك الحمض 4.76. قاعدتها المترافقة هي أسيتات (CH3COO−). يحتوي المحلول 1.0 م (حول تركيز الخل المحلي) على الرقم الهيدروجيني البالغ 2.4، مما يشير إلى أن 0.4٪ فقط من جزيئات حمض الأسيتيك منفصلة. ومع ذلك، في محلول مخفف جدا (<10−6 M) يكون حمض الأسيتيك أكثر من 90 ٪.

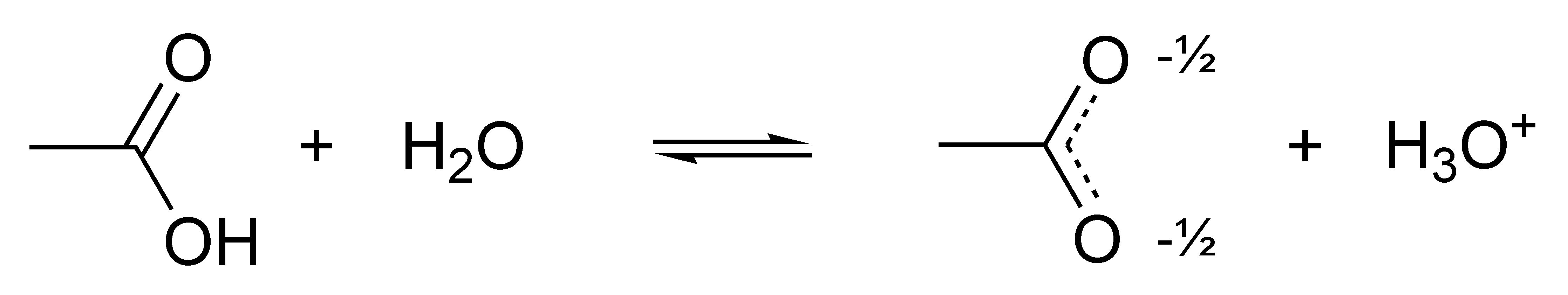

### البناء
في حمض الخليك الصلب، تكون الجزيئات عبارة عن سلاسل، يتم ربط الجزيئات الفردية بواسطة روابط هيدروجينية. في البخار عند 120 درجة مئوية (248 درجة فهرنهايت) ، يمكن الكشف عن مركب جزيئي يتكون من جزيئين متطابقين مرتبطين ببعضهما. تحدث الأطياف أيضًا في الطور السائل في المحاليل المخففة في مذيبات غير هيدروجينية، وإلى حد ما في حمض الخليك النقي،  ولكنها تتعطل بواسطة مذيبات رابطة الهيدروجين. ويقدر انالبيبي الانشقاقي من مركب جزيئي في 65.0-66.0 كيلو جول / جزيء جرامي، والانتروبيا في 154-157 J mol − 1 K − 1. الأحماض الكربوكسيلية الأخرى تنخرط في تفاعلات مماثلة بين الجزيئات الهيدروجينية.

### خصائص المذيبات
حمض الخليك السائل هو مذيب ماء بروتيني (قطبي)، مشابه للإيثانول والماء. مع السماحية النسبية معتدلة ثابت (ثابت العزل الكهربائي) 6.2، يذوب المركبات القطبية ليس فقط مثل الأملاح غير العضوية والسكريات، ولكن أيضا المركبات غير القطبية مثل الزيوت وكذلك المواد المذابة القطبية. وهو قابل للامتزاج مع مذيبات قطبية وغير قطبية مثل الماء والكلوروفورم والهكسان. ومع وجود ألكانات أعلى (تبدأ بالأوكتان)، فإن حمض الخليك لا يكون قابلاً للامتزاج تمامًا، وينتقل انسيابيته مع الألكانات الأطول. تجعل خصائص المذيبات وامتزاجية حمض الخليك المادة الكيميائية الصناعية المفيدة، على سبيل المثال، كمذيب في إنتاج ثنائي ميثيل تيريفثاليت.

### الكيمياء الحيوية
تبعًا إلى خدمات الصحة العامة الفسيولوجية، عادة ما يكون حامض الخليك مؤين بالكامل إلى أسيتات.
تعتبر مجموعة الأسيتيل، المستمدة رسميًا من حمض الخليك، أساسية لجميع أشكال الحياة. عندما تكون ملزمة أنزيم A، فإنه أمر أساسي لعملية التمثيل الغذائي للكربوهيدرات والدهون. على عكس الأحماض الكربوكسيلية ذات السلسلة الأطول (الأحماض الدهنية)، لا يحدث حمض أسيتيك في الدهون الثلاثية الطبيعية. ومع ذلك، فإن ثلاثي الأثلثين الاصطناعي (ثلاثي الجليسرين) هو مضاف غذائي شائع ويوجد في مستحضرات التجميل والأدوية الموضعية.
يتم إنتاج حمض الخليك وتفرزه بواسطة بكتيريا حمض الخليك، ولا سيما جنس الأسيتوباكتر وكلوستريديوم الأسيتوبوتيلية. توجد هذه البكتيريا بشكل عام في المواد الغذائية والمياه والتربة، وينتج حمض الخليك بشكل طبيعي عندما تفسد الفواكه وغيرها من الأطعمة. حمض الخليك هو أيضا مكون من التشحيم المهبلي للبشر والرئيسيات الأخرى، حيث يبدو أنه يستخدم كعامل مضاد للبكتيريا معتدل.

## الإنتاج
يتم إنتاج حمض الخليك صناعيًا سواء عن طريق التخمير البكتيري. حوالي 75 ٪ من حمض الخليك المصنوع للاستخدام في الصناعة الكيميائية يتم عن طريق كربونيل الميثانول، كما هو موضح أدناه. يشكل المسار البيولوجي حوالي 10٪ فقط من الإنتاج العالمي، لكنه يظل مهمًا لإنتاج الخل لأن العديد من قوانين نقاء الأغذية تتطلب الخل المستخدم في الأطعمة لتكون ذات أصل بيولوجي. العمليات الأخرى هي ميسمات فورمات الميثيل، تحويل الغاز التخليقي إلى حمض الخليك، وأكسدة المرحلة الغازية للإيثيلين والإيثانول. غالبًا ما يكون حمض الخليك نتاجًا جانبيًا لتفاعلات مختلفة، أي أثناء تخليق حمض الأكريليك الحفزي غير المتجانس  أو إنتاج حمض اللاكتيك التخميني. واعتبارًا من 2003-2005، قدر إجمالي الإنتاج العالمي لحمض الخليك البكر  بحوالي 5 مليون / طن (مليون طن في السنة)، تم إنتاج نصفها تقريبًا في الولايات المتحدة. كان الإنتاج الأوروبي حوالي 1 طن متري في العام، وانخفض، بينما كان الإنتاج الياباني 0.7 طن / أ. تم إعادة تدوير 1.5 طن آخر كل عام، ليصل إجمالي السوق العالمي إلى 6.5 طن متري في الساعة. ومنذ ذلك الحين، زاد الإنتاج العالمي إلى 10.7 مليون طن / في عام (2010)، وأكثر من ذلك ؛ ومع ذلك، من المتوقع حدوث تباطؤ في هذه الزيادة في الإنتاج. أكبر منتجين لحمض الخليك البكر هما سيلانيز و بي بي للمواد الكيماوية. ومن بين المنتجين الرئيسيين الآخرين الكيماويات الألفية، وكيماويات الجنيه الاسترليني، وسامسونغ، وإيستمان، وسفينسك إتانولكميمي.

### كربنلة الميثانول
يتم إنتاج معظم حمض الخليك بواسطة كربنلة الميثانول. في هذه العملية، يتفاعل الميثانول وأول أكسيد الكربون لإنتاج حمض الخليك وفقًا للمعادلة:

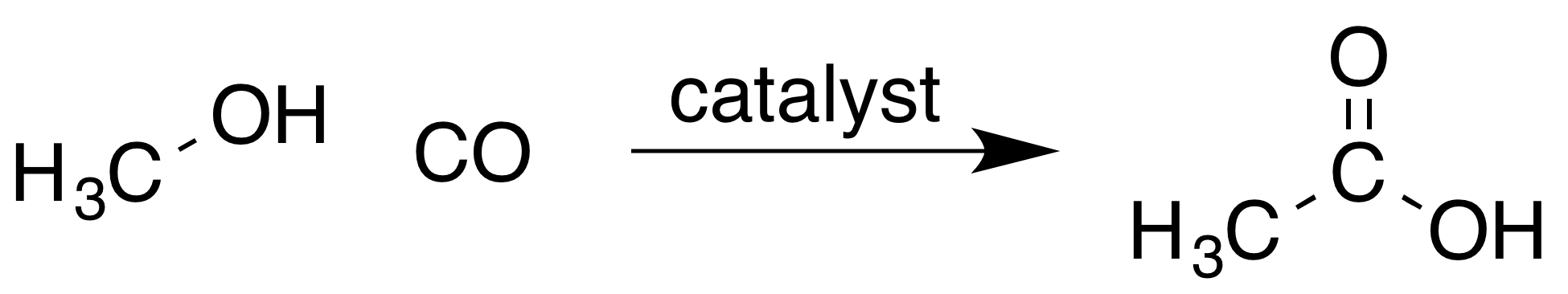

تتضمن العملية الميثيل يوديد كوسط، وتحدث في ثلاث خطوات. هناك حاجة إلى محفز، كربونيل معدني ، من أجل الكربونيل (الخطوة 2).
1. CH3OH + HI → CH3I + H2O
2. CH3I + CO → CH3COI
3. CH3COI + H2O → CH3COOH + HI

عمليتان مرتبطتان بربط كربونيل الميثانول: عملية مونسانتو المُحفز بالروديوم، وعملية كاتيفا المحفزة بالإيريديوم. العملية الأخيرة أكثر اخضرارًا وأكثر كفاءة ، وقد حلت إلى حد كبير محل العملية السابقة، وغالبًا في نفس مصانع الإنتاج. تُستخدم الكميات التحفيزية من الماء في كلا العمليتين، لكن عملية كاتيفا تتطلب أقل، وبالتالي يتم كبح تفاعل انزياح غاز الماء، ويتم تكوين عدد أقل من المنتجات الثانوية.
من خلال تغيير ظروف العملية، يمكن أيضًا إنتاج أنهيدريد الخل على نفس النبات باستخدام محفزات الروديوم.

### أكسدة الأسيتالديهيد
قبل الاستغلال التجاري لعملية مونسانتو، كان معظم حمض الخليك ينتج بواسطة أكسدة الأسيتالديهيد. يظل هذا ثاني أهم طريقة تصنيع، على الرغم من أنه عادة لا يتنافس مع كربونيل الميثانول. يمكن إنتاج الأسيتالديهيد عن طريق ترطيب الأسيتيلين. كانت هذه هي التكنولوجيا المهيمنة في أوائل القرن العشرين.
تتأكسد مكونات النفتا الخفيفة بسهولة عن طريق الأكسجين أو حتى الهواء لإعطاء البيروكسيدات، والتي تتحلل لإنتاج حمض الخليك وفقًا للمعادلة الكيميائية، موضحة بالبوتان:
2 C4H10 + 5 O2 → 4 CH3CO2H + 2 H2O
تتطلب مثل هذه الأكسدة محفزًا معدنيًا، مثل أملاح النافثينات من المنجنيز والكوبالت والكروم.
يتم إجراء التفاعل النموذجي عند درجات الحرارة والضغوط المصممة لتكون ساخنة بقدر الإمكان مع الحفاظ على سائل البوتان. ظروف التفاعل النموذجية هي 150 درجة مئوية (302 درجة فهرنهايت) و 55 صراف آلي. قد تتكون المنتجات الجانبية أيضًا، بما في ذلك البوتانون، أسيتات الإيثيل، حمض الفورميك، وحمض البروبيونيك. هذه المنتجات الجانبية ذات قيمة تجارية أيضًا، ويمكن تغيير شروط التفاعل لإنتاج المزيد منها عند الحاجة. ومع ذلك، فإن فصل حمض الخليك من هذه المنتجات الثانوية يضيف إلى تكلفة العملية.
في ظل ظروف مماثلة واستخدام محفزات مماثلة لاستخدامها في أكسدة البوتان، يمكن للأوكسجين في الهواء لإنتاج حمض الخليك أكسدة الأسيتالديهيد.
2 CH3CHO + O2 → 2 CH3CO2H
باستخدام محفزات حديثة، يمكن أن يكون لهذا التفاعل ناتج حمض الخليك أكبر من 95٪. المنتجات الجانبية الرئيسية هي إيثيل الأسيتات، وحمض الفورميك، والفورمالدهيد، وكلها تحتوي على نقاط غليان أقل من حمض الخليك ويتم فصلها بسهولة عن طريق التقطير.

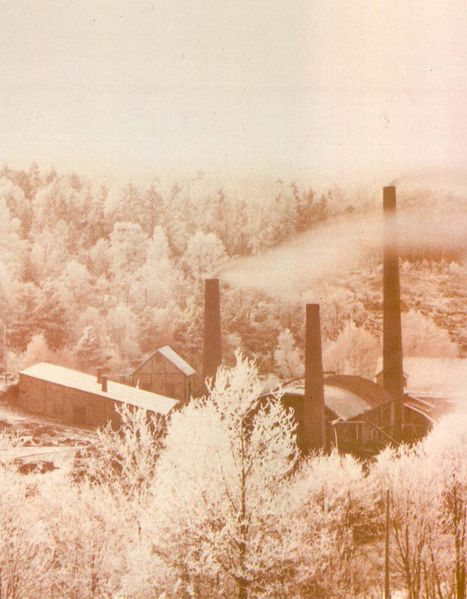
مصنع التنقية والتركيز لحمض الخليك في عام 1884

### أكسدة الإيثيلين
يمكن تحضير الأسيتالديهيد من الإيثيلين عبر عملية واكر، ثم يؤكسد كما هو مذكور أعلاه.
في الآونة الأخيرة، شركة كيماويات شوا دينكو، التي افتتحت مصنع الاثيلين الأكسدة في أويتا، اليابان، في عام 1997، تجاريا أرخص من مرحلة واحدة تحويل الإيثيلين إلى حامض الخليك. يتم تحفيز العملية بواسطة محفز معدن بالاديوم مدعوم على حمض غير متجانس مثل حمض السيليكتونجستيك. عملية مماثلة تستخدم نفس العامل الحفاز المعدني على حمض السيليكتونغازك والسليكا:
C2H4 + O2 → CH3CO2H
ويعتقد أن تكون قادرة على المنافسة مع كربنلة الميثانول للنباتات الصغيرة (100-250 كيلوطن /أ)، اعتمادا على الأسعار المحلية من الاثيلين. وسوف يستند هذا النهج على استخدام تكنولوجيا أكسدة تحفيزية انتقائية رواية للأكسدة الانتقائية للإيثيلين والإيثان إلى حمض الخليك. بخلاف محفزات الأكسدة التقليدية، ستستخدم عملية الأكسدة الانتقائية ضوء الأشعة فوق البنفسجية لإنتاج حمض الخليك في درجات الحرارة المحيطة والضغط.

### التخمير التأكسدي
وبالنسبة لمعظم التاريخ البشري، جعلت خلالية من الخلالة جنس حمض الخليك، في شكل الخل. ونظرا لوجود كمية كافية من الأكسجين، يمكن لهذه البكتيريا أن تنتج الخل من مجموعة متنوعة من المواد الغذائية الكحولية. تتضمن الأعلاف شائعة الاستخدام عصير التفاح والنبيذ والحبوب المخمرة أو الشعير أو الأرز أو هراسة البطاطس. التفاعل الكيميائي الكلي الذي تيسره هذه البكتيريا هو:
C2H5OH + O2 → CH3COOH + H2O
وهناك محلول مخفف الكحول يلقح مع الخلالة ويحتفظ بها في مكان دافئ، مكان متجدد الهواء أصبح الخل على مدى بضعة أشهر. وتسهم طرق صناعة الخل الصناعية في تسريع هذه العملية عن طريق تحسين الإمداد بالأكسجين إلى البكتيريا.
من المحتمل أن تكون الدفعة الأولى من الخل الناتج عن التخمر قد تبعت أخطاء في عملية صنع الخمر. إذا كان يجب أن يتم تخميره عند درجة حرارة مرتفعة للغاية، فإن الأسيتو بكتر سيطغى على الخميرة التي تحدث بشكل طبيعي على العنب. ومع ازدياد الطلب على الخل للأغراض الطهوية والطبية والصحية، تعلم المخضرمون بسرعة استخدام مواد عضوية أخرى لإنتاج الخل في أشهر الصيف الحارة قبل أن يصبح العنب ناضجًا وجاهزًا للتجهيز في النبيذ. ومع ذلك، كانت هذه الطريقة بطيئة ولم تكن ناجحة دائمًا، حيث لم يفهم الخمارون العملية.
واحدة من العمليات التجارية الحديثة الأولى كانت «الطريقة السريعة» أو «الطريقة الألمانية»، التي مارست لأول مرة في ألمانيا في عام 1823. في هذه العملية، يحدث التخمير في برج معبأ بنشارة الخشب أو الفحم. تتدفق الأعلاف المحتوية على الكحول إلى قمة البرج، ويتم تزويد الهواء النقي من القاع إما بالحمل الحراري الطبيعي أو القسري. خفضت كمية الهواء المحسنة في هذه العملية الوقت اللازم لإعداد الخل من الشهور إلى الأسابيع.
في الوقت الحاضر، يتم صنع معظم الخل في ثقافة الدبابات المغمورة، والتي تم وصفها لأول مرة في عام 1949 من قبل أوتو هروماتكا وهاينريش إبنر. في هذه الطريقة، يتم تخمير الكحول إلى الخل في خزنة متقطعة باستمرار، ويتم تزويد الأكسجين من خلال الهواء المتصاعد من خلال المحلول. باستخدام التطبيقات الحديثة لهذه الطريقة، يمكن تحضير خل حمض الخليك بنسبة 15٪ خلال 24 ساعة فقط في عملية الدفعات، حتى 20٪ خلال 60 ساعة من عملية التغذية المجمعة.

### التخمير اللاهوائي
يمكن أن الأنواع من البكتيريا اللاهوائية، بما في ذلك أعضاء من كلوستريديوم أو اسيتوباكتيريوم تحويل السكريات إلى حمض الخليك مباشرة دون خلق الإيثانول كمركب وسيط. يمكن تمثيل التفاعل الكيميائي الشامل الذي أجرته هذه البكتيريا كما يلي:
C6H12O6 → 3 CH3COOH
تنتج هذه البكتيريا الاسيتوجنيك (الكائنات الحية الدقيقة التي تولد كمنتج نهائي من التنفس أو التخمير) حامض الخليك من مركبات الكربون واحد، بما في ذلك الميثانول، أول أكسيد الكربون، أو خليط من ثاني أكسيد الكربون والهيدروجين:
2 CO2 + 4 H2 → CH3COOH + 2 H2O
هذه القدرة من كلوستريديوم على استقلاب السكريات مباشرة، أو لإنتاج حمض الخليك من مدخلات أقل تكلفة، تشير إلى أن هذه البكتيريا يمكن أن تنتج حمض الخليك أكثر كفاءة من الايثانول المؤكسدات مثل الخلالة. ومع ذلك، والبكتيريا المطثية أقل حمض مقاومة من الخلالة. حتى أن سلالات كلوستريديوم الأكثر مقاومة للأحماض يمكن أن تنتج الخل بتركيزات قليلة فقط، مقارنة بسلالات الأسيتوباكتر التي يمكن أن تنتج الخل بتركيزات تصل إلى 20٪. في الوقت الحاضر، إلا أنها تبقى أكثر فعالية من حيث التكلفة لإنتاج الخل باستخدام الخلالة، بدلا من استخدام كلوستريديوم والتركيز عليه. ونتيجة لذلك، على الرغم من أن بكتيريا استوجنيك معروفة منذ عام 1940، فإن استخدامها الصناعي يقتصر على عدد قليل من التطبيقات المتخصصة.

## تاريخ
كان الخل معروفًا منذ وقت مبكر في الحضارة، كنتيجة طبيعية لتعرض الهواء للبيرة والنبيذ، حيث توجد البكتريا المولدة لحمض الخل في جميع أنحاء العالم. امتد استخدام حمض الأسيتيك في الخيمياء إلى القرن الثالث قبل الميلاد، عندما وصف الفيلسوف اليوناني ثيوفراستوس كيف يؤثر الخل على المعادن لإنتاج أصبغة مفيدة في الأعمال الفنية، بما فيها الرصاص الأبيض (كربونات رصاص ثنائي) والزنجار، وهو مزيج أخضر من أملاح النحاس بما فيها خلات نحاس ثنائي. لقد كان الرومان القدماء يغلون النبيذ الحامض في القدور ليعطي شراب حلو للغاية سمي سابا. كان شراب سابا غني بخلات الرصاص، وهي مادة حلوة تسمى سكر الرصاص أو سكر زحل، والذي كان يسبب التسمم بالرصاص في أفراد الارستقراطية الرومانية.
في القرن الثامن كان الكيميائي جابر بن حيان أول من استطاع تركيز حمض الخل من الخل عن طريق التقطير. وفي عصر النهضة، تم تحضير حمض الخل الجليدي عن طريق التقطير الجاف لبعض خلات المعادن (بشكل خاص خلات نحاس ثنائي). ففي القرن السادس عشر وصف الكيميائي الألماني أندرياس ليبافيوس هكذا طريقة، وقارن حمض الخل الجليدي الناتج من هذه الطريقة بالخل. كان للماء الموجود في الخل تأثيرًا عميقًا على خواص حمض الخل والتي اعتقد الكيميائيون لقرون أن حمض الخل الجليدي والحمض الموجود في الخل عبارة عن مادتين مختلفتين. أثبت الكيميائي الفرنسي بيير أديه أن كلا المركبين متطابقين.

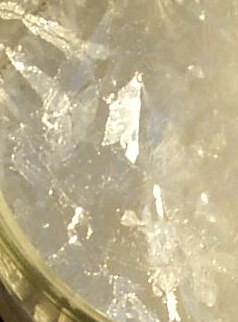
بلورات حمض الخل

وفي عام 1847 اصطنع الكيميائي الألماني هيرمان كولبي حمض الخل لأول مرة من مواد غير عضوية. يتألف تسلسل التفاعلات من كلورة ثنائي كبريتيد الكربون إلى رابع كلوريد الكربون، ثم تحللها بالحرارة إلى رباعي كلوروإثيلين، وكلورة مائية إلى حمض ثلاثي كلورواستيك، واختتم بإرجاع إلكتروليتي إلى حمض الخل.
يتم الحصول على حمض الخليك بطريقتين :
- التقطير الإتلافي للخشب.
- تخمر الكحول الإيثيلي بواسطة بكتيريا خاصة تعرف ببكتريا حمض الخليك، وتتكاثر هذه البكتيريا على سطح الكحول وتؤكسد الكحول الإيثيلي بأكسجين الجو محولة اياه إلى حمض الخليك.

## الاستخدامات
- صناعة المخللات
- يستعمل مادة حافظة في المعلبات
- يستخدم في صناعة العطور والمذيبات
- دباغة الجلود وصناعة النسيج
- تحضير محلول منظم من حمض الايثانويك

## روابط خارجية
- International Chemical Safety Card 0363
- National Pollutant Inventory – Acetic acid fact sheet
- NIOSH Pocket Guide to Chemical Hazards
- Method for sampling and analysis
- 29 CFR 1910.1000, Table Z-1 (US Permissible exposure limits)
- ChemSub Online: Acetic acid
- Calculation of vapor pressure, liquid density, dynamic liquid viscosity, surface tension of acetic acid
- Acetic acid bound to proteins in the PDB
- Swedish Chemicals Agency. Information sheet – Acetic Acid
- Process Flow sheet of Acetic acid Production by the Carbonylation of Methanol